# Петрова Тамара Миколаївна
Петро́ва Тама́ра Миколаївна (27 травня 1920, Казань — 2 січня 1978, Москва) — радянська волейболістка і баскетболістка, гравчиня збірної СРСР з волейболу (1949—1951). 3-разова чемпіонка Європи, 3-разова чемпіонка СРСР. Нападниця. Заслужений майстер спорту СРСР (1951).

## Життєпис
Виступала за волейбольні команди: 1945—1948 — СКІФ (Москва), 1949—1952 — «Локомотив» (Москва). 3-разова чемпіонка СРСР (1949, 1950, 1952), срібна (1946, 1951) і бронзова (1947) призерка союзних першостей, переможниця Кубка СРСР 1952.
У 1947—1948 рр. також грала за баскетбольну команду КВВА (Моніно).
Переможниця Всесвітніх студентських ігор (1949).
У збірній СРСР з волейболу в офіційних змаганнях виступала в 1949—1951 роках. В її складі: 3-разова чемпіонка Європи (1949, 1950 і 1951).
Завершивши ігрову кар'єру, працювала тренеркою. Померла 2 січня 1978 року. Похована на Ваганьковському кладовищі Москви.
Чоловіком Тамари Петрової був баскетболіст Аркадій Жолендз (1921—1992).